# IC 4593
IC 4593 (również Białooki Groszek) – mgławica planetarna znajdująca się w gwiazdozbiorze Herkulesa. Została odkryta w 1907 roku przez Williaminę Fleming. Mgławica ta jest odległa około 7900 lat świetlnych od Ziemi.